# Banafjäl
Banafjäl är en småort i Örnsköldsviks kommun. Orten är belägen i Grundsunda socken, ett par kilometer från havet uppströms Banafjälsåns mynning.